# Halfdan Hansen

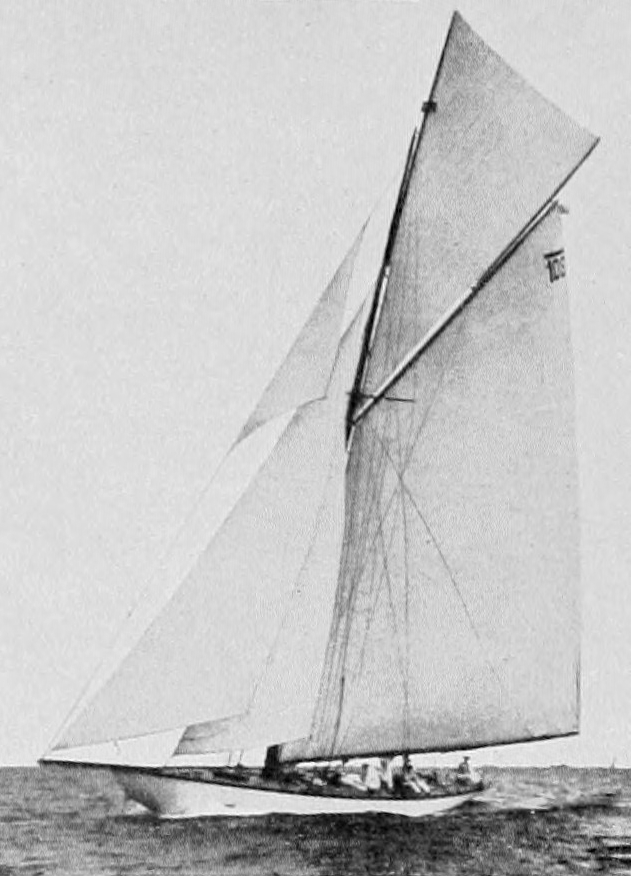
Jacht Magda IX

Halfdan Nicolai Hansen (ur. 16 października 1883 w Kristianii, zm. 1 kwietnia 1953 w Grotli) – norweski żeglarz, olimpijczyk, zdobywca złotego medalu w regatach na Letnich Igrzyskach Olimpijskich w 1912 roku w Sztokholmie.

## Kariera sportowa
Na Letnich Igrzyskach Olimpijskich 1912 zdobył złoto w żeglarskiej klasie 12 metrów. Załogę jachtu Magda IX tworzyli również Nils Bertelsen, Carl Thaulow, Arnfinn Heje, Alfred Larsen, Petter Larsen, Christian Staib, Eilert Falch-Lund, Johan Anker i Magnus Konow.